# Тюрпьон (граф Ангулема)
Тюрпьон, Тюрпен, Турпио (фр. Turpion, Turpin, лат. Turpio; ум. 4 октября 863, около Сента) — граф Ангулема с 839 года. Происходил из рода Гильемидов, находившегося в близком родстве с Каролингами. Скорее всего сын графа Пуатье Бернара I, являлся братом графов Пуатье Бернара II и Эменона

## Биография
О правлении Тюрпьона известно немного. В «Истории епископов и графов Ангулема», написанной в 1182 году, указано, что император Людовик I Благочестивый назначил его в 839 году графом в Ангумуа. 
Согласно «Хронике» Адемара Шабаннского Турпьон погиб около Сента в битве против норманнов. «Ангулемские анналы» (Annales Engolismenses) указывают в качестве даты смерти 4 октября 863 года. 
Владения Тюрпьона унаследовал его брат Эменон, бывший граф Пуатье.